# Изобильненский район
Изоби́льненский район — территориальная единица в Ставропольском крае России. В границах района образован Изобильненский муниципальный округ.
Административный центр — город Изобильный.

## География
Район и соответствующий округ расположен в северо-западной части Ставропольского края. Природные условия характеризуются умеренно континентальным климатом и в целом, спокойным рельефом, лучшими по качеству почвами — чернозёмом. Рельеф прорезан Большим Ставропольским каналом и руслами рек Большой Егорлык, Ташла, Татарка, многочисленными прудами, а также Новотроицким водохранилищем.

## История
Постановлением ВЦИК от 2 июня 1924 года в составе Ставропольского округа Юго-Восточной области были выделены 10 районов, в том числе Московский район с центром в селе Московском.
9 июня 1925 года из Московского района в Виноделинский были переданы хутора Московский, Пелагиадский и Ульяновский.
С 25 марта 1929 года Московский район, на тот момент входивший в состав Северо-Кавказского края, был переименован в Изобильно-Тищенский с центром в селе Изобильно-Тищенском.
20 февраля 1932 года в Виноделинский район передан участок совхоза «Овцеводтреста» № 12 Изобильно-Тищенского района.
В 1934 году Северо-Кавказский край был разделён на Азово-Черноморский край (с центром в городе Ростове-на-Дону) и Северо-Кавказский край (с центром в городе Пятигорске). В состав последнего вошли 17 районов бывших Ставропольского и Терского округов, включая Изобильно-Тищенский район.
С 23 января 1935 года — переименован в Изобильненский район с центром в селе Изобильном.
22 января 1943 года Изобильненский район освобождён от немецко-фашистских захватчиков.
20 августа 1953 года был упразднён Егорлыкский район. Его территория передана Изобильненскому району.
Указ Президиума Верховного Совета РСФСР от 1 февраля 1963 года «Об укрупнении сельских районов, образовании промышленных районов и изменении подчиненности районов и городов Ставропольского края»
12 января 1965 года Президиум Верховного Совета РСФСР постановил:
Арзгирский, Александровский, Апанасенковский, Благодарненский, Георгиевский район, Изобильненский, Ипатовский, Кочубеевский, Красногвардейский, Курский район, Левокумский, Минераловодский, Новоалександровский район, Петровский район, Прикумский, Советский и Шпаковский сельские районы преобразовать в районы.
25 апреля 1991 года решением Президиума Ставропольского краевого Совета народных депутатов в Изобильненском районе образован Баклановский сельсовет с центром в станице Баклановской, выделенной из состава Передового сельсовета этого же района.
18 февраля 1993 года в районе образован Новоизобильненский сельсовет (с центром в посёлке Новоизобильный), в состав которого вошли посёлок
Новоизобильный и хутор Широбоков, выделенные из состава Тищенского сельсовета.
27 сентября 1995 года образован Спорненский сельсовет с центром в хуторе Спорный, выделенном из Староизобильненского сельсовета этого же района.
1 мая 2017 года все муниципальные образования Изобильненского района были объединены в Изобильненский городской округ.
9 июня 2023 года городской округ преобразован в муниципальный округ из-за несоответствиям критериям, предъявляемым Федеральным законом к городским округам.

## Муниципально-территориальное устройство до 2017 года
С 2004 года до 2017 года в Изобильненский муниципальный район входили три городских и 12 сельских поселений:
| №        | Муниципальное образование     | Административный центр  | Количество населённых пунктов | Население (чел.) | Площадь (км²) |
| -------- | ----------------------------- | ----------------------- | ----------------------------- | ---------------- | ------------- |
| 1e-06    | Городские поселения           |                         |                               |                  |               |
| 1        | город Изобильный              | город Изобильный        | 1                             | ↘37 868          | 30            |
| 2        | посёлок Рыздвяный             | посёлок Рыздвяный       | 1                             | ↘7468            | 6,7           |
| 3        | посёлок Солнечнодольск        | посёлок Солнечнодольск  | 1                             | ↘11 653          | 1,04          |
| 3.000002 | Сельские поселения            |                         |                               |                  |               |
| 4        | Каменнобродский сельсовет     | станица Каменнобродская | 3                             | ↗2996            | 105,07        |
| 5        | Московский сельсовет          | село Московское         | 3                             | ↗6927            | 24,0          |
| 6        | Новоизобильненский сельсовет  | посёлок Новоизобильный  | 2                             | ↘1975            | 3,11          |
| 7        | Передовой сельсовет           | посёлок Передовой       | 2                             | ↘3069            | 154,24        |
| 8        | Подлужненский сельсовет       | село Подлужное          | 2                             | ↘2381            | 117,62        |
| 9        | Рождественский сельсовет      | станица Рождественская  | 2                             | ↘2759            | 108,6         |
| 10       | село Птичье                   | село Птичье             | 1                             | ↘4823            | 176,0         |
| 11       | село Тищенское                | село Тищенское          | 1                             | ↘3004            | 17,56         |
| 12       | станица Баклановская          | станица Баклановская    | 1                             | ↘1940            | 50,56         |
| 13       | станица Новотроицкая          | станица Новотроицкая    | 1                             | ↘7684            | 12,19         |
| 14       | Староизобильненский сельсовет | станица Староизобильная | 3                             | ↗2831            | 2,71          |
| 15       | хутор Спорный                 | хутор Спорный           | 1                             | ↘1500            |               |

## Символика
Решением Думы Изобильненского городского округа Ставропольского края от 22 декабря 2017 года № 69 в качестве официальных символов округа установлены герб и флаг Изобильненского муниципального района, утверждённые решением Совета Изобильненского муниципального района Ставропольского края № 138.

## Население
| 1926    | 1931     | 1939     | 1959     | 1970     | 1979     | 1989     | 1990     | 1991     | 1992     | 1993     | 1994     |
| ------- | -------- | -------- | -------- | -------- | -------- | -------- | -------- | -------- | -------- | -------- | -------- |
| 87 787  | ↗94 043  | ↘30 437  | ↗52 708  | ↗87 791  | ↘78 808  | ↗86 797  | ↗87 813  | ↗89 362  | ↗90 761  | ↗93 580  | ↗96 141  |
| 1995    | 1996     | 1997     | 1998     | 1999     | 2000     | 2001     | 2002     | 2003     | 2004     | 2005     | 2006     |
| ↗98 976 | ↗102 847 | ↗103 507 | ↗103 542 | ↗104 006 | ↗104 012 | ↘103 403 | ↘101 980 | ↘101 615 | ↘101 275 | ↘101 137 | ↘100 588 |
| 2007    | 2008     | 2009     | 2010     | 2011     | 2012     | 2013     | 2014     | 2015     | 2016     | 2017     | 2018     |
| ↘99 705 | ↗100 008 | ↗100 182 | ↗103 635 | ↘103 471 | ↘102 611 | ↘101 616 | ↘100 393 | ↘99 639  | ↘99 567  | ↘99 319  | ↘99 280  |
| 2019    | 2020     | 2021     | 2023     | 2024     | 2025     |          |          |          |          |          |          |
| ↘98 921 | ↗98 962  | ↗105 676 | ↘104 897 | ↘104 095 | ↘103 379 |          |          |          |          |          |          |

### Урбанизация
В городских условиях (Изобильный, Рыздвяный, Солнечнодольск) проживают 56,05 % населения района.

### Гендерный состав
По итогам переписи населения 2010 года проживали 48 479 мужчин (46,78 %) и 55 156 женщин (53,22 %).

### Национальный состав
По итогам переписи населения 2010 года проживали следующие национальности (национальности менее 1 %, см. в сноске к строке «Другие»):
| Национальность | Численность | Процент |
| -------------- | ----------- | ------- |
| Русские        | 92 330      | 89,09   |
| Армяне         | 2823        | 2,72    |
| Цыгане         | 2197        | 2,12    |
| Украинцы       | 1225        | 1,18    |
| Другие         | 5060        | 4,88    |
| Итого          | 103 635     | 100,00  |

По итогам переписи населения 2020 года проживали следующие национальности (национальности менее 1 % и другое, см. в сноске к строке «Другие»):
| Национальность | Численность, чел. | Доля     |
| -------------- | ----------------- | -------- |
| Русские        | 92 291            | 87,33 %  |
| Цыгане         | 3040              | 2,88 %   |
| Армяне         | 2527              | 2,39 %   |
| Другие         | 7818              | 7,40 %   |
| Итого          | 105 676           | 100,00 % |

## Населённые пункты
Распределение населения района
 Изобильный (36,23 %) Солнечнодольск (12,5 %) Новотроицкая (7,91 %) Рыздвяный (7,32 %) Московское (6,76 %) Остальные (29,28 %)
В районе 25 населённых пунктов:
| №  | Населённый пункт | Тип населённого пункта | Население |
| -- | ---------------- | ---------------------- | --------- |
| 1  | Баклановская     | станица                | ↗2293     |
| 2  | Беляев           | хутор                  | ↘500      |
| 3  | Гаевская         | станица                | ↘300      |
| 4  | Изобильный       | город                  | ↘37 450   |
| 5  | Каменнобродская  | станица                | ↗2156     |
| 6  | Козлов           | хутор                  | ↗55       |
| 7  | Красная Балка    | хутор                  | ↘100      |
| 8  | Левоегорлыкский  | посёлок                | ↘100      |
| 9  | Московское       | село                   | ↗6985     |
| 10 | Найдёновка       | село                   | ↗700      |
| 11 | Новоизобильный   | посёлок                | ↗1385     |
| 12 | Новотроицкая     | станица                | ↗8176     |
| 13 | Передовой        | посёлок                | ↘2719     |
| 14 | Подлужное        | село                   | ↗2372     |
| 15 | Птичье           | село                   | ↘4663     |
| 16 | Рождественская   | станица                | ↗3413     |
| 17 | Рыздвяный        | посёлок (пгт)          | ↘7567     |
| 18 | Смыков           | хутор                  | ↘200      |
| 19 | Солнечнодольск   | посёлок (пгт)          | ↘12 923   |
| 20 | Спорный          | хутор                  | ↘1491     |
| 21 | Староизобильная  | станица                | ↗2820     |
| 22 | Сухой            | хутор                  | ↘200      |
| 23 | Тищенское        | село                   | ↗3343     |
| 24 | Филимоновская    | станица                | ↗900      |
| 25 | Широбоков        | хутор                  | ↗900      |

## Органы власти
Глава района
- с 20.11.2007 по октябрь 2017 — Чуриков Андрей Александрович[49][50]

Глава администрации района
- 2004—2008 — Яковлев Пётр Александрович[51][52][53][54]
- 2008—2013 — Поляков Алексей Иванович[49]
- с 14.11.2013 по 14.11.2017 — Козлов Владимир Ильич[49][50]

Глава городского округа
- 2017—2022 — Козлов Владимир Ильич[55][56]
- с 2022 года, и. о. — главы Форостянов Владимир Васильевич[57]
- в 2024 году, и. о. — Пётр Владимирович Верёвкин
- с 2024 года, и. о. — Сергей Соболев[58]

Председатели Думы городского округа
- Рогов Алексей Михайлович[59]

## Экономика
Район обладает высоким промышленным и сельскохозяйственным потенциалом. На его территории расположены крупнейшее в мире подземное хранилище газа, добычу, хранение и транспортировку которого осуществляют Ставропольское СГПУ и Изобильненское ЛПУМГ ООО «Газпром», одно из самых мощных на Северном Кавказе ОАО «Ставропольская ГРЭС», входящее в структуру ОГК-2, объём производства продукции которого составляет около 70 процентов всего промышленного производства района. ОАО «Завод Атлант» постоянно увеличивает производство соединителей, жгутов и деталей для «АвтоВАЗ». ОАО «Завод крупнопанельного домостроения» улучшает качество и расширяет ассортимент выпускаемых бетонных и железобетонных изделий.
Активно развиваются предприятия перерабатывающей промышленности.
ОАО «Ставропольсахар» ведёт реконструкцию производства с целью увеличения суточной переработки сахарной свеклы до 6000 тонн, уменьшения технологических потерь и снижения себестоимости продукции. ООО «Финист» регулярно увеличивает объёмы производства продуктов из кукурузы и других видов переработки, на 100,0 % используя производственные мощности. Продукция предприятия пользуется высоким спросом, увеличивается количество рабочих мест и налоговых поступлений.
Изобильненские хлеборобы получают богатый урожай зерновых. Ежегодно собирается свыше 200 тысяч тонн зерновых и зернобобовых культур. Самый высокий валовый сбор среди сельскохозяйственных предприятий получают труженики СПК (колхоз) «Рассвет», СПК (колхоз) «Егорлыкский» и ССПК (колхоз) «Путь Ленина». Наибольшей урожайности зерновых и зернобобовых культур добиваются в ООО «Колос», ОАО ОПХ «Изобильненское», ООО совхоз-завод «Кавказ», ЗАО «Солнечный» и СПК (колхоз) «Рассвет». Увеличилось производство (выращивание) мяса всех видов во всех категориях хозяйств.
Важнейшие предприятия района
- Филиал ПАО «ОГК-2» — Ставропольская ГРЭС
- ООО «Газпром трансгаз Ставрополь»
- ОАО «Ставропольсахар»
- ОАО «Завод Атлант»
- ОАО «Завод Волна»
- ООО «Завод крупнопанельного домостроения»
- ОАО «Ставропольский опытно-механический завод»
- ООО «Ритм»

## Почётные граждане Изобильненского района
На 20 ноября 2021 года:
- Афанасов Василий Иванович (1950), председатель СПК «Рассвет», заслуженный работник сельского хозяйства РФ, Герой труда Ставрополья[62]
- Баранов Дмитрий Николаевич
- Богачкова Анна Евгеньевна
- Бондарев Василий Павлович
- Бондаренко Зинаида Ивановна
- Васильченко Виктор Иванович
- Гоноченко Алексей Алексеевич
- Горлов Григорий Кириллович
- Гузев Александр Иванович
- Дядьков Виктор Алексеевич
- Завгороднев Алексей Васильевич
- Зенина Валентина Григорьевна
- Зеренков Валерий Георгиевич
- Зиновьев Василий Васильевич
- Золин Дмитрий Андреевич — Герой Социалистического труда[63]
- Ионков Сергей Васильевич
- Квасова Любовь Ивановна
- Книга Владимир Никитович
- Колосов Николай Васильевич
- Кульпинов Александр Николаевич
- Куц Борис Николаевич
- Лёвин Анатолий Александрович
- Марченко Борис Михайлович
- Молчанов Дмитрий Яковлевич
- Муковникова Надежда Дмитриевна
- Нефёдова Людмила Михайловна
- Орехова Людмила Алексеевна
- Осадчий Николай Иванович
- Петриченко Любовь Ивановна
- Рогов Алексей Михайлович
- Романенко Зинаида Степановна
- Савченко Татьяна Яковлевна
- Свечников Василий Фомич
- Сыщиков Георгий Алексеевич
- Титенко Андрей Лаврентьевич — Герой Советского Союза
- Фещин Олег Дмитриевич
- Чемеркин Андрей Иванович — чемпион Олимпийских Игр
- Черногоров Александр Леонидович
- Чуриков Андрей Александрович
- Шатерников Василий Владимирович
- Шелухин Василий Семёнович
- Шелухин Тимофей Сергеевич (1927, Баклановская) — писатель-прозаик, член Союза писателей России, автор книг «Белокониха» (1986), «Отцово родство» (1992), «Прощеный день» (1995), «Второй фронт» (1998), «От Кубани до Чограя» (2001), «О чём звонят колокола» (2005), «Февральские окна» (2006), «Записки станичника» (2007), «Зеленокумские встречи» (2011), «Отец и сын» (2014), «Зарево в ночи» (2015). Почётный гражданин станицы Баклановской и Изобильненского района[64].
- Щербак Николай Васильевич

## Почетные граждане Изобильненского городского округа
По состоянию на 16 декабря 2023 года:
- Владимиров Владимир Владимирович
- Данилов Валерий Дмитриевич
- Иванов Юрий Иванович
- Масалов Владимир Николаевич